# Marie-Thérèse Walter
Marie-Thérèse Walter (* 13. Juli 1909 in Le Perreux-sur-Marne; † 20. Oktober 1977 in Juan-les-Pins) war ein französisches Modell und die Geliebte des spanischen Malers Pablo Picasso.

## Leben
Marie-Thérèse Walter traf am 8. Januar 1927 in den Galeries Lafayette das erste Mal auf Pablo Picasso (1881–1973). Ihr Wesen und ihre Schönheit faszinierten den Maler. Er machte sie zu seinem Modell und später zu seiner heimlichen Geliebten. Solange er noch mit Olga Chochlowa (1891–1955) zusammen war, benutzte er Marie-Thérèse zur Flucht aus der Realität, bis sie von ihm Ende 1934 schwanger wurde. Nach der Geburt seiner Tochter María de la Concepción, genannt Maya Picasso (* 5. Oktober 1935; † 20. Dezember 2022), trennte er sich von seiner Frau und lebte offen mit Marie-Thérèse zusammen. Im Jahr 1937 lernte er Dora Maar kennen und ging mit ihr eine weitere Liaison ein. Die Rivalität zwischen den beiden Frauen empfand Picasso nicht als störend, im Gegenteil, dies bestätigte sein Ego und seine Männlichkeit. Nach dem Zweiten Weltkrieg brach Picasso den Kontakt zu Marie-Thérèse Walter ab; ihre Briefe blieben unbeantwortet. Sie erhängte sich am 20. Oktober 1977 in Juan-les-Pins (Suizid). Ihre Enkelin ist die 1974 geborene Kunsthistorikerin Diana Widmaier Picasso.

## Sonstiges
Im amerikanischen Film Mein Mann Picasso (1996) wird erzählt, dass Pablo Picasso (Anthony Hopkins) jede Woche zwei Tage bei Marie-Thérèse (Susannah Harker) verbrachte. Françoise Gilot berichtete in Leben mit Picasso, dass er den Donnerstag bei Marie-Thérèse und Maya verbrachte (donnerstags war in Frankreich schulfrei). 
Marie-Thérèse Walter ist in Picassos Werk sehr präsent. 

„Picassos Bilder, Plastiken und Hunderte von Zeichnungen und Skizzenbüchern zeugen davon, daß seine Beziehung zu Marie-Thérèse Walter, der er 1931 [?] zum ersten Mal begegnet ist, die für ihn sexuell wichtigste Liebesbeziehung war. [...] Von den mehr als 500 eigenen Bildern, die Picasso heute besitzt, stellen über 50 Marie-Thérèse dar. Sie ist als Figur mindestens viermal so häufig in seiner Sammlung vertreten wie jedes andere Thema.“

Bekanntheit durch Sensationspreise erlangten die Bilder Akt mit grünen Blättern und Büste vom 8. März 1932, am 4. Mai 2010 für etwas über 108 Millionen US-Dollar versteigert, und Le Rêve (Der Traum) vom 24. Januar 1932, dessen Wert gegenwärtig laut Schätzung 85 Millionen US-Dollar beträgt. Das Bild sollte in Manhattan für 139 Millionen US-Dollar durch die Acquavella Galleries an den Hedgefondsmanager Steven A. Cohen verkauft werden, wurde jedoch im Jahr 2006 bei einer Vorführung vom Eigentümer Steve Wynn beschädigt und für 90.000 US-Dollar repariert.
Das surrealistische Werk Femme au béret et à la robe quadrillée (Marie-Thérèse Walter), in der deutschen Übersetzung Frau mit Barett und in dem karierten Kleid, aus dem Jahr 1937 wurde am 28. Februar 2018 für umgerechnet 56,18 Millionen Euro bei Sotheby’s versteigert.
1932 entstand Picassos Porträt Femme à la montre, das im November 2023 für rund 130 Millionen Euro bei Sotheby’s in New York an einen nicht genannten Käufer versteigert wurde. Es stammt aus der berühmten Sammlung der im März gestorbenen Emily Fisher. Damit handele es sich um das zweitteuerste je bei einer Auktion versteigerte Werk von Picasso, teilte das Auktionshaus mit. 2015 hatte Les femmes d’Alger (Version „O“) bei Christie’s in New York rund 179 Millionen Dollar gebracht.